# Sud de Ciutadella
Sud de Ciutadella este o arie protejată (arie de protecție specială avifaunistică — SPA) din Spania întinsă pe o suprafață de 1.970,04 ha, integral pe uscat.

## Localizare
Centrul sitului Sud de Ciutadella este situat la coordonatele 39°57′17″N 3°55′15″E / 39.9547°N 3.9209°E.

## Înființare
Situl Sud de Ciutadella a fost declarat arie de protecție specială avifaunistică în mai 2008 pentru a proteja 6 specii de animale.

## Biodiversitate
Situată în ecoregiunea mediteraneană, aria protejată conține 7 habitate naturale: Tufărișuri termo-mediteraneene și de pre-deșert, Păduri de Olea și Ceratonia, Liziere de ierburi înalte hidrofile de câmpie și de nivel montan până la alpin, Mlaștini calcaroase cu Cladium mariscus și specii de Caricion davallianae, Pseudostepă cu ierburi și specii anuale de Thero-Brachypodietea, Peșteri inaccesibile publicului, Păduri de Quercus ilex și Quercus rotundifolia.
La baza desemnării sitului se află mai multe specii protejate:
- păsări (5): pasărea ogorului (Burhinus oedicnemus), caprimulg (Caprimulgus europaeus), gaia roșie (Milvus milvus), turturică (Streptopelia turtur), silvie de tufiș (Sylvia undata)
- reptile (1): țestoasă bănățeană (Testudo hermanni)

Pe lângă speciile protejate, pe teritoriul sitului au mai fost identificate 2 specii de plante.